# Frontera lingüística

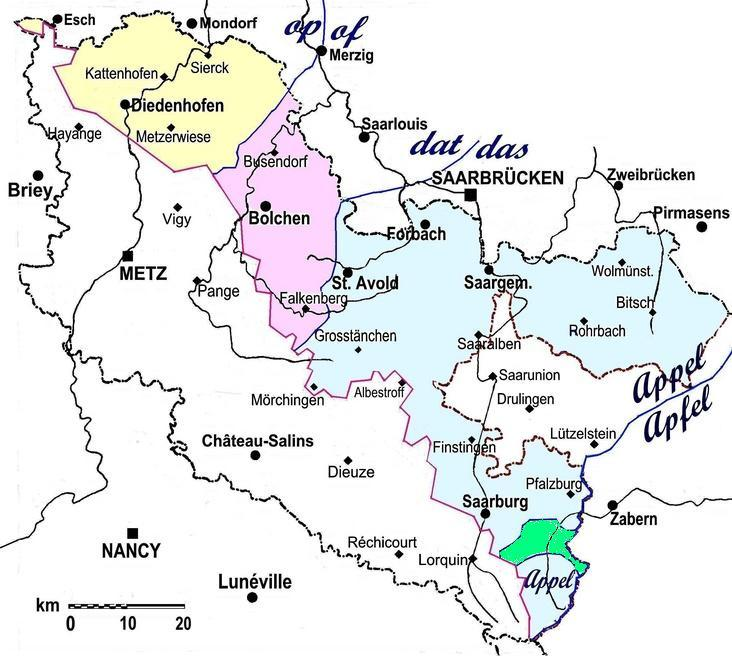
Frontera lingüística en Mosela (Francia).

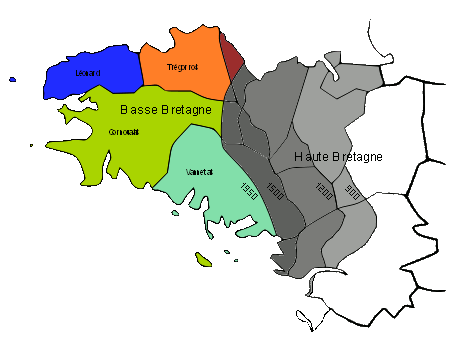
Frontera lingüística Bretón-Galó. En gris, la Alta-Bretaña de habla galó en 1950. Los diferentes tonos de gris señalan la progresiva pérdida del uso cotidiano del bretón, primero en beneficio del galó y luego del francés. El límite entre la Alta Bretaña y la Baja Bretaña poco a poco se ha deslizado hacia el oeste.

Frontera lingüística en Bélgica. En verde, la región flamenca. En azul, la región francófona. Y entre las dos regiones, Bruselas-Capital (neerlandés y francés). En amarillo, la minoría alemana.

Una frontera lingüística es una frontera que separa dos territorios donde se habla dos variedades lingüísticas diferentes (lenguas o dialectos).
Si las dos variedades corresponden a sistemas lingüísticos no emparentados, esta frontera marca también el límite de una generalizada incomprensión mutua. Por el contrario, en caso de un continuum lingüístico, no es muy pertinente establecer una línea fronteriza, ya que la transición se efectúa sobre una franja más o menos extendida. La frontera es en estos casos definida sobre la base de una determinada isoglosa, o de un "haz de isoglosas" o "ramillete isoglósico" (en caso de que el mismo exista).
Entre los ejemplos de fronteras lingüísticas conocidas, pueden citarse:
- Límite entre lenguas románicas y lenguas germánicas, que atraviesa Bélgica, Francia, Suiza e Italia, en donde la frontera lingüística belga y la de Mosela son una parte.
- Límite entre el bretón y el galó.
- Frontera entre langue d'oc y langue d’oïl.[1]

Un enclave lingüístico es una zona lingüística completamente delimitada por una frontera lingüística (consultar Lengua insular y Céltico insular).

## Ejemplos
- Frontera lingüística en Bélgica.
- Frontera lingüística bretona.
- Frontera lingüística en Mosela (Departamento de Mosela en Francia).
- Röstigraben (frontera lingüística) entre la Romandía (Suiza francesa) y la Suiza alemana (véase también: Límites lingüísticos en Suiza).

## Véase también

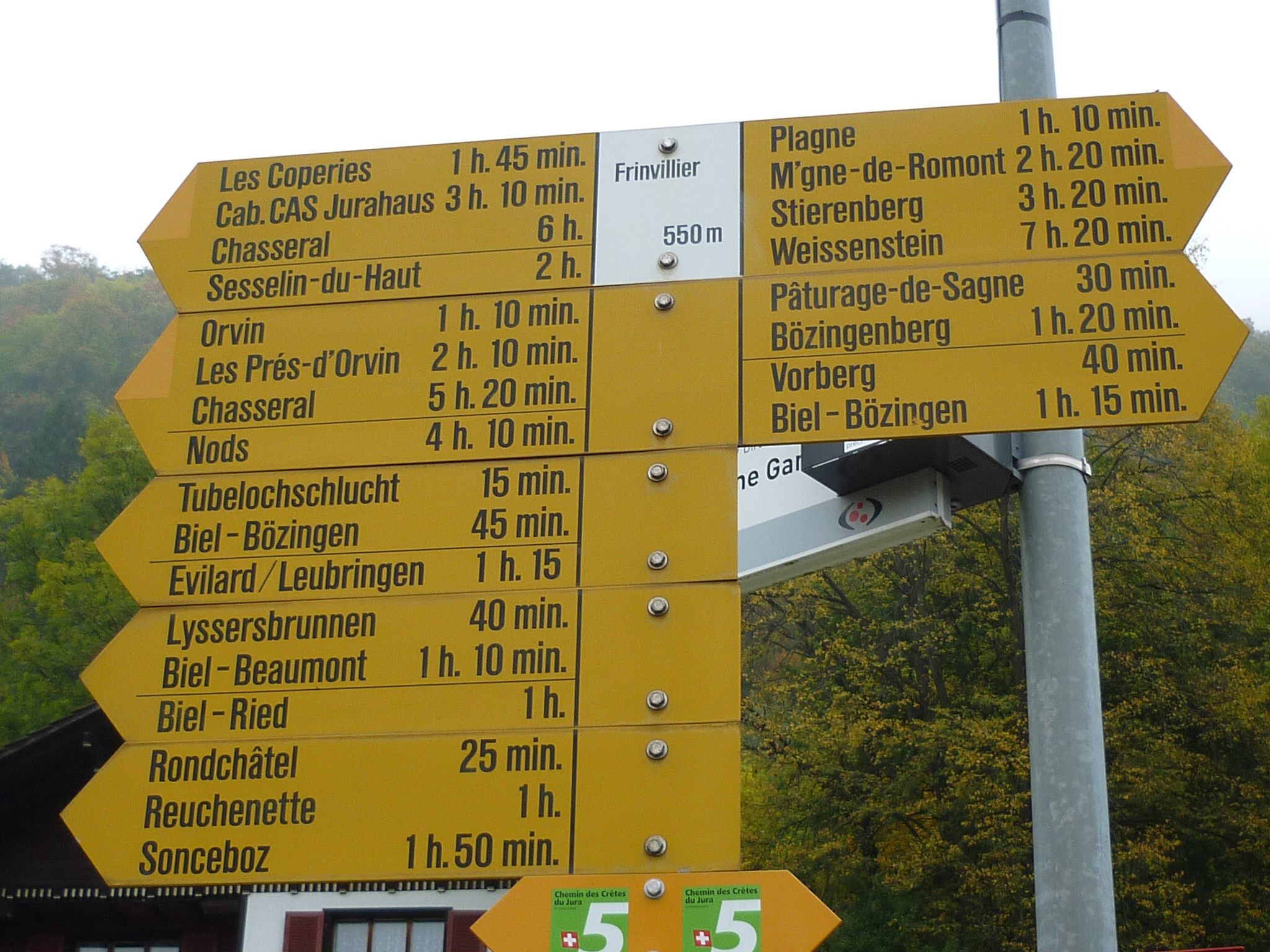
Señalización rutera en Frinvillier, cantón de Berna, región del Jura bernés, en Suiza.